# Шульман, Эдуард Аронович
Эдуард Аронович Шульман (7 апреля 1936, Минск — 11 июня 2014, Москва) — российский сценарист; писатель еврейского происхождения.

## Биография
С 1944 года жил в Москве.
В 1956—1961 годах учился в Литературном институте им. Горького.

## Литературная деятельность
Первая публикация — «Ухтомский рабочий» (Люберцы, 1955, весна).
За тридцать лет (при советской власти) обнародовал три рассказа, писал заказные сценарии. Сочинял сценарии для документальных и научно-популярных фильмов.
С 1989 эпизодически публиковался — главным образом, под псевдонимом Эд. Шухмин — в советской (журналы «Знамя», «Нёман», газета «Московский комсомолец»), а затем и эмигрантской (журналы «Континент», «22») периодике.
Вёл рубрику «Некруглая дата» в «Новой ежедневной Газете».
Активно печатается, под собственным именем (и, изредка, под псевдонимом Израиль Петров) с начала 1990-х гг.: публикации в журналах «Знамя», «Огонёк», «Сельская молодёжь», «Согласие», «Октябрь», «Дружба народов», «Вопросы литературы», «Лехаим» и др., а также в Интернете.
В 1993 году вышли две книги на французском языке (перевод Любы Юргенсон).
Первая книга в России, «Еврей Иваныч», издана в 1998 году (преиздана в 2008 году как «Еврей Иваныч, или Три псевдонима»).
В 2008 году издательством «Арт Хаус медиа» выпущены книги «Новое неожиданное происшествие, или Портрет художника в юности», «Полежаев и Бибиков, или собрание разных бумаг — основательных и неосновательных», «Те, кому повезло», «Скандал, или Откуда что», «На классических полях, или Сын отечества».
Книга «Полежаев и Бибиков, или собрание разных бумаг — основательных и неосновательных» номинировалась на литературную премию «Русский Букер 2008».
В конце 1970-х — начале 1980-х гг. Эдуард Шульман был основателем и руководителем неформального литературного объединения «Четверг».

## Творчество
Творчество Шульмана включает собственно художественную прозу, значительная часть которой посвящена жизни российского еврейства, Холокосту, Великой Отечественной войне, и эссеистику на литературные темы — в частности, документальные очерки о писателях второго ряда (например, об Анатолии Каменском, Семёне Гехте), подборки цитат и невыдуманных историй из жизни Виктора Шкловского, Владимира Маяковского и многих других.

## Критические статьи
- Бенедикт Сарнов. «БЕЗ ЛАДЬИ»
- Валентин Герман. «ЕВРЕЙ ИВАНЫЧ»
- Анна Масс. «ТРАГИЧЕСКИЙ ПАДЕГРАС»